# Cranioleuca
A Cranioleuca a madarak (Aves) osztályának verébalakúak (Passeriformes) rendjébe és a fazekasmadár-félék (Furnariidae) családjába tartozó nem. Egy-két faj besorolása vitatott.

## Rendszerezésük
A nemet Heinrich Gottlieb Ludwig Reichenbach német botanikus és ornitológus írta le 1853-ban, az alábbi fajok tartoznak ide:
- Cranioleuca marcapatae
- Cranioleuca albiceps
- Cranioleuca vulpecula
- Cranioleuca berlepschi[1] vagy Thripophaga berlepschi[2]
- mocsári ágjáró (Cranioleuca vulpina)
- Cranioleuca muelleri
- sárgabóbitás ágjáró (Cranioleuca albicapilla)
- Cranioleuca obsoleta
- Cranioleuca pallida
- Cranioleuca pyrrhophia
- Cranioleuca henricae
- rozsdásarcú ágjáró (Cranioleuca erythrops)
- Cranioleuca curtata
- Cranioleuca antisiensis
- Cranioleuca dissita[1] vagy Cranioleuca vulpina dissita[2]
- Cranioleuca demissa
- Cranioleuca semicinerea
- Cranioleuca hellmayri
- Cranioleuca subcristata
- Cranioleuca sulphurifera[2] vagy Limnoctites sulphuriferus[1]
- Cranioleuca baroni[2] vagy Cranioleuca antisiensis baroni
- Cranioleuca gutturata[2] vagy Thripophaga gutturata[1]

## Előfordulásuk
Dél-Amerika területén honosak. Természetes élőhelyei a szubtrópusi, trópusi és mérsékelt övi erdők és cserjések.

## Megjelenésük
Testhosszuk 13-19 centiméter közötti.

## Életmódjuk
Ízeltlábúakkal táplálkoznak.